# Edipo a Colono (Ropartz)
Edipo a Colono (Œdipe à Colone) è una composizione di musiche di scena di Joseph Guy Ropartz (1864-1955) per l'Edipo a Colono di Sofocle.
La partitura fu pubblicata a Parigi nel 1914 dall'editore Durand.
Lo stesso Ropartz ne ricavò una suite per orchestra in 5 parti che includeva i preludi che aprivano i primi tre atti, l'Entrée de Thésée e il Lamento per la morte del padre di Antigone e Ismene.
La scrittura di Ropartz si muove nell'ambito della modalità, con una particolare predilezione per il modo lidio.